# بانيت
موقع بانيت هو موقع إلكتروني عربي أخباري منوع، من المواقع المائة الأكثر زيارة في الإنترنت الإسرائيلي ترتيب أليكسا.

## تاريخ وتأسيس
تم تدشين موقع بانيت في عام 2002م. واسس موقع بانيت في مدينة الطيبة.

## مشغل موقع بانيت
مشغل موقع بانيت هي مجموعة بانوراما، التي تصدر الصحيفة العربية الأسبوعية صحيفة بانوراما في الوسط العربي عرب 48.

## الفئة المستهدفة
مبني لخدمة احتياجات السكان العرب والفلسطينيين في إسرائيل (عرب 48)، سواء من حيث مستوى التمحور أو مستوى المضامين. إلى جانب آلاف المتصفحين من العالم العربي والعالم الغربي.

## المواضيع
مجالات التغطية في موقع بانيت تنتشر على قطاع واسع، مثل : الاخبار من إسرائيل وفلسطين والعالم، أخبار الساعة، فنون، موسيقى، تلفزيون، سينما، راديو الصوت عبر الإنترنت، استهلاك، رياضة، عالم الأبراج وأحوال الطقس، كما يعرض موقع بانيت عددا من الخدمات الحصرية مثل ملحق السيارات الكامل لصحيفة «بانوراما» الذي يحّدث يوميا في موقع بانيت، واستطلاعات للجمهور متجددة، وألعاب تفاعلية ومجموعة من الأغاني ولقطات الفيديو باللغة العربية وأرشيف حركة في الموقع.

## وصلات خارجية
- الموقع الرسمي
- وسائل الإعلام الإسرائيلية
- راديو بانيت